# Trairi (kommun)
Trairi är en kommun i Brasilien.   Den ligger i delstaten Ceará, i den östra delen av landet, 1 700 km nordost om huvudstaden Brasília. Antalet invånare är 51 432.
Följande samhällen finns i Trairi:
- Trairi

Omgivningarna runt Trairi är huvudsakligen savann. Runt Trairi är det ganska glesbefolkat, med 38 invånare per kvadratkilometer.